# Enriquebeltrania
Enriquebeltrania es un género de plantas con flores con dos especies perteneciente a la familia Euphorbiaceae, dentro de la subfamilia Acalyphoideae. Son nativas del sur de México.

## Taxonomía
El género fue descrito por Jerzy Rzedowski y publicado en Boletín de la Sociedad Botánica de México 38: 75. 1979[1980]. La especie tipo es: Enriquebeltrania crenatifolia (Miranda) Rzed.		

## Especies aceptadas
A continuación se brinda un listado de las especies del género Enriquebeltrania aceptadas hasta octubre de 2012, ordenadas alfabéticamente. Para cada una se indica el nombre binomial seguido del autor, abreviado según las convenciones y usos.
- Enriquebeltrania crenatifolia (Miranda) Rzed.
- Enriquebeltrania disjuncta De-Nova & Sosa